# Bernhard Chiari
Bernhard Chiari (* 1965 in Wien) ist ein deutscher Osteuropahistoriker. Er war am Zentrum für Militärgeschichte und Sozialwissenschaften der Bundeswehr tätig.

## Leben
Chiari war von 1984 bis 1986 Reserveoffizieranwärter bei den Panzeraufklärern der Bundeswehr. Im Anschluss studierte er Osteuropäische Geschichte, Germanistik und Politikwissenschaften an der Universität Frankfurt am Main. Von 1992 bis 1997 war er wissenschaftlicher Assistent am Lehrstuhl Osteuropäische Geschichte. 1997 wurde er bei Dietrich Beyrau an der Geschichtswissenschaftlichen Fakultät an der Eberhard Karls Universität Tübingen mit der Dissertation Deutsche Besatzungsherrschaft in Weißrussland 1941–1944 zum Dr. phil. promoviert. Danach arbeitete er freiberuflich für das Germanische Nationalmuseum in Nürnberg und war Projektmitarbeiter an der Universität Erlangen.
Er war seit 2000 wissenschaftlicher Mitarbeiter am Militärgeschichtlichen Forschungsamt (MGFA) in Potsdam, das 2013 mit dem Sozialwissenschaftlichen Institut der Bundeswehr (SOWI) zum Zentrum für Militärgeschichte und Sozialwissenschaften (ZMSBw) fusionierte. Er arbeitete in verschiedenen Bereichen, war von 2004 bis 2009 als Pressestabsoffizier tätig und gab die Reihe „Wegweiser zur Geschichte“ heraus. Bis 2014 leitete er als Wissenschaftlicher Direktor kommissarisch die Abteilung Einsatz.
Er war 2015 bis 2016 als Director Organisations & Government im Beratungsunternehmen EXOP in Konstanz tätig und von September 2016 bis Februar 2022 Referatsleiter im Bundesamt für Migration und Flüchtlinge (BAMF) in Berlin. Im März 2022 wechselte Chiari als Head of Situational Awareness Unit zur European Union Agency for Asylum (EUAA) nach Valletta, Malta. Chiari lehrt als externer Dozent am Zentralinstitut studium plus der Universität der Bundeswehr München.
Chiari war mehrmals auf dem Balkan (SFOR) und in Afghanistan (ISAF) im Auslandseinsatz. Er wurde u. a. im Bereich Militärisches Nachrichtenwesen verwendet und bekleidet heute einen Reserveoffizier-Dienstgrad (Oberst der Reserve).

## Schriften (Auswahl)

### Monografien und Großbeiträge
- Alltag hinter der Front. Besetzung, Kollaboration und Widerstand in Weißrußland 1941–1944 (= Schriften des Bundesarchivs, Band 53). Droste, Düsseldorf 1998, ISBN 3-7700-1607-6.
- Grenzen deutscher Herrschaft. Voraussetzungen und Folgen der Besatzung in der Sowjetunion. In: Das Deutsche Reich und der Zweite Weltkrieg. Bd. 9/2: Die deutsche Kriegsgesellschaft 1939 bis 1945. Ausbeutung, Deutungen, Ausgrenzung. Im Auftrag des MGFA hrsg. von Jörg Echternkamp. Deutsche Verlags-Anstalt, München 2005, S. 877–976, ISBN 3-421-06528-4.

### Herausgeberschaften
- Hans-Erich Volkmann: Ökonomie und Expansion. Grundzüge der NS-Wirtschaftspolitik. Ausgewählte Schriften (= Beiträge zur Militärgeschichte, Band 58). Oldenbourg, München 2003, ISBN 3-486-56714-4.
- mit Matthias Rogg, Wolfgang Schmidt: Krieg und Militär im Film des 20. Jahrhunderts (= Beiträge zur Militärgeschichte, Band 59). Oldenbourg, München 2003, ISBN 3-486-56716-0.
- Die polnische Heimatarmee. Geschichte und Mythos der Armia Krajowa seit dem Zweiten Weltkrieg (= Beiträge zur Militärgeschichte, Band 57). Oldenbourg, München 2003, ISBN 3-486-56715-2.
- mit Gerhard P. Groß: Am Rande Europas? Der Balkan – Raum und Bevölkerung als Wirkungsfelder militärischer Gewalt (= Beiträge zur Militärgeschichte, Band 68). Oldenbourg, München 2009, ISBN 978-3-486-59154-5.
- Auftrag Auslandseinsatz. Neueste Militärgeschichte an der Schnittstelle von Geschichtswissenschaft, Politik, Öffentlichkeit und Streitkräften (= Neueste Militärgeschichte, Band 1). Rombach, Freiburg im Breisgau u. a. 2012, ISBN 978-3-7930-9694-8.
- From Venus to Mars? Provincial Reconstruction Teams and the European Military Experience in Afghanistan, 2001–2014. On behalf of Bundeswehr Centre of Military History and Social Sciences edited in collaboration with Thijs Brocades Zaalberg, Nicola Labanca and Ben Schoenmaker (= Neueste Militärgeschichte. Analysen und Studien, Band 3). Rombach, Freiburg im Breisgau u. a. 2014, ISBN 978-3-7930-9771-6.

Wegweiser zur Geschichte
- mit Agilolf Keßelring: Kosovo. Schöningh, Paderborn u. a. 2006, ISBN 978-3-506-75665-7.
- Sudan. Schöningh, Paderborn u. a. 2008, ISBN 978-3-506-76396-9.
- Kaukasus. Schöningh, Paderborn u. a. 2008, ISBN 978-3-506-76587-1.
- mit Dieter H. Kollmer: Demokratische Republik Kongo. 3. Auflage, Schöningh, Paderborn u. a. 2008, ISBN 978-3-506-75745-6.
- mit Magnus Pahl: Usbekistan. Schöningh, Paderborn u. a. 2009, ISBN 978-3-506-76880-3.
- mit Dieter H. Kollmer: Naher Osten. 2. Auflage, Schöningh, Paderborn u. a. 2009, ISBN 978-3-506-76759-2.
- Afghanistan. 3. Auflage, Schöningh, Paderborn u. a. 2009, ISBN 978-3-506-76761-5.
- mit Magnus Pahl: Auslandseinsätze der Bundeswehr. Schöningh, Paderborn u. a. 2010, ISBN 978-3-506-76914-5.
- mit Conrad Schetter: Pakistan. Schöningh, Paderborn u. a. 2010, ISBN 978-3-506-76908-4.